# Narcos: México
Narcos: México foi um seriado de televisão americano de crime e drama, criado e produzido por Carlo Bernard e Doug Miro. Originalmente destinado a ser a quarta temporada da série original da Netflix Narcos, ele finalmente foi desenvolvido como um seriado paralelo, com foco no comércio ilegal de drogas do México, enquanto que a série principal era centrada no comércio ilegal de drogas da Colômbia. A série foi lançada em 16 de novembro de 2018 no Netflix.
Em 17 de dezembro de 2019, a Netflix divulgou um teaser da 2ª temporada, a qual foi lançada em 13 de fevereiro de 2020.
Em 5 de novembro de 2021 foi lançada a 3ª e última temporada da série.

## Premissa
Narcos: México explora as origens da guerra às drogas, voltando para um tempo quando o tráfico no México era desorganizado e formado por pequenos produtores de cannabis e negociantes. A série mostra a ascensão de Cartel de Guadalajara na década de 1980, como Félix Gallardo (Diego Luna) toma o leme, unificando os traficantes, a fim de construir um império. Quando o agente do DEA Kiki Camarena (Michael Peña) muda-se com sua esposa e filho da Califórnia para Guadalajara para assumir um novo cargo, ele rapidamente percebe que sua missão será mais difícil do que ele poderia ter imaginado. Como Kiki se aprofundando na inteligência que investigava Félix, uma trágica sequência de eventos se desenrolam por afetar o comércio de drogas nos anos que viriam.

## Elenco e personagens

### Principal
- Michael Peña como Kiki Camarena, um agente infiltrado da DEA que recebe informações valiosas através de uma série de informantes em torno de Félix.
- Diego Luna como Félix Gallardo, o líder do Cartel de Guadalajara e fundador do moderno narcotráfico mexicano.
- Tenoch Huerta como Rafael Caro Quintero
- Alyssa Diaz como Mika Camarena
- Joaquín Cosío como Ernesto "Don Neto" Fonseca Carrillo
- José María Yazpik como Amado Carrillo Fuentes
- Matt Letscher como Jaime Kuykendall
- Ernesto Alterio como Salvador Osuna Nava
- Alejandro Edda como Joaquín "El Chapo" Guzmán
- Fernanda Urrejola como Maria Elvira
- Teresa Ruiz como Isabella Bautista
- Aaron Staton como Butch Sears
- Lenny Jacobson como Roger Knapp
- Gerardo Taracena como  Pablo Acosta
- Julio Cesar Cedillo  como Comandante Guillermo González Calderoni
- Scoot McNairy como narrador e agente Walt Breslin
- Alfonso Dosal como Benjamín Arellano Félix
- Mayra Hermsillo como Enedina Arellano Félix
- Manuel Masalva como Ramón Arellano Félix
- Miguel Rodarte como Danilo Garza
- Alex Knight como Kenny
- Jesse Garcia como Sal Orozco
- Matt Biedel como Daryl Petsky
- Jero Medina como Ossie Mejía
- Alberto Zeni como Amat Palacios
- Gorka Lasaosa como Héctor Luis Palma Salazar
- Andres Londono como Enrique Clavel
- Alberto Ammann como Hélmer "Pacho" Herrera
- Flavio Medina como Juan García Abrego
- Lorenzo Ferro como Alex Hodoyan

### Recorrente
- Tessa Ia como Sofia Conesa
- Clark Freeman como Ed Heath
- Fermin Martinez como Juan José "El Azul" Esparragoza Moreno
- Guillermo Villegas como Sammy Alvarez
- Horacio Garcia Rojas como Tomas Morlet
- Jackie Earle Haley como Jim Ferguson
- Yul Vazquez como John Gavin
- Brian Buckley como John Clay Walker
- Mike Doyle como Thomas Buehl
- Wagner Moura como Pablo Escobar
- Francisco Denis como Miguel Rodríguez Orejuela
- Pêpê Rapazote como José "Chepe" Santacruz-Londoño
- Jorge A. Jimenez como Roberto "Poison" Ramos
- Julián Díaz como Blackie
- Eric Lange como Bill Stechner
- Matias Varela como Jorge Salcedo Cabrera
- Juan Sebastián Calero como Navegante
- Viviana Serna como Guadalupe Leija Serrano ("Lupita"), esposa de Héctor Luis Palma Salazar
- Sosie Bacon como Mimi Webb Miller
- Jesús Ochoa como Juan Nepomuceno Guerra

## Produção

### Desenvolvimento
A Netflix renovou Narcos para mais duas temporadas em 6 de setembro de 2016, poucos dias depois do lançamento da segunda temporada. A produção da quarta temporada começou no México no fim de 2017, seguindo o lançamento da terceira temporada. Em 18 de julho de 2018, a Netflix anunciou que a quarta temporada seria um "reset" na série com um elenco quase totalmente novo e seria intitulada Narcos: México.
A primeira temporada foi lançada em 16 de novembro de 2018 e a Netflix renovou-a para uma segunda temporada em 5 de dezembro de 2018.

### Elenco e equipe
Em dezembro de 2017, Michael Peña e Diego Luna foram anunciados para estrelar a próxima série. Poucos dias depois, Matt Letscher integrou o elenco em um papel regular. Outros personagens chaves foram revelados pelo showrunner Eric Newman, incluindo Tenoch Huerta, Joaquin Cosio, Teresa Ruiz, Alyssa Diaz e José Maria Yazpik (reprisando seu papel da terceira temporada de Narcos).
Amat Escalante e Alonso Ruizpalacios dirigiram episódios para a série, enquanto o colombiano Andi Baiz, diretor de vários episódios das três primeiras temporadas de Narcos, também dirigiu para Narcos: México.

### Assassinato de assistente de produção
Carlos Muñoz Portal, um dos assistentes de produção da série, foi encontrado morto com múltiplas perfurações de armas de fogo em 15 de setembro de 2017, na região central do México, próximo à cidade de Temascalapa. Um porta-voz do procurador-geral do México disse que não houve testemunhas devido à localização remota, mas as autoridades continuariam a investigar. Autoridades consideram a possibilidade do envolvimento de gangues de narcotraficantes, mas o crime não foi solucionado.

## Histórico
Apesar de muitos dos eventos e personagens serem baseados na verdadeira história, algumas liberdades foram tomadas para agilizar a história em uma narrativa coesa. O assassinato de John Clay Walker e Albert Radelat são reais, no entanto, se supõe que eles foram torturados e interrogados antes. A personagem Sofia Conesa, retratada como par amoroso de Caro Rafael Quintero era chamada Sara Cosio na vida real.

## Recepção
A primeira temporada de Narcos: México tem uma pontuação de 89% no site Rotten Tomatoes, baseado em 35 análises com uma classificação média de 7.43/10 e o consenso crítico afirma: "Perigoso, emocionante e altamente viciante, a primeira temporada de Narcos: México expande habilmente a franquia, explorando um novo território na história sombria da guerra às drogas e apresentando performances eletrizantes de Diego Luna e Michael Peña." No Metacritic, considerando as duas primeiras temporadas, possui uma pontuação média ponderada de 80 de 100, baseada em  9 análises, indicando "análises geralmente favoráveis".
A segunda temporada da série manteve uma pontuação alta de 87% no Rotten Tomatoes, baseado em 15 análises com uma classificação média de 7.64.

## Episódios
| Temporada | Temporada | Episódios | Episódios | Originalmente lançado   |
| --------- | --------- | --------- | --------- | ----------------------- |
|           | 1         | 10        | 10        | 16 de novembro de 2018  |
|           | 2         | 10        | 10        | 13 de fevereiro de 2020 |
|           | 3         | 10        | 10        | 5 de novembro de 2021   |

### 1ª temporada (2018)
| Nº na série | Nº da temporada | Título                     | Direção              | Escrito por                             | Data de lançamento     |
| --- | --------------- | -------------------------- | -------------------- | --------------------------------------- | ---------------------- |
| 1 | 1               | "Camelot"                  | Josef Kubota Wladyka | Eric Newman & Clayton Trussell          | 16 de novembro de 2018 |
| Em 1980, enquanto o exército mexicano saqueia o interior de Sinaloa, um ambicioso policial, Miguel Angel Félix Gallardo, decide criar um império das drogas em Guadalajara. Enquanto isso, um jovem agente da DEA, Kiki Camarena, é transferido para o México. |                 |                            |                      |                                         |                        |
| 2 | 2               | "The Plaza System"         | Josef Kubota Wladyka | Carlo Bernard & Doug Miro               | 16 de novembro de 2018 |
| Um cavalo é baleado nos primeiros minutos do episódio. Rafa estuda um novo tipo de maconha que só pode ser cultivada no deserto. Os problemas surgem quando parece haver falta de água para o cultivo, levando Rafa a confrontar e ameaçar o professor de geologia que ajudou a localizar a terra. Frustrado e bêbado, Rafa acaba por jogar explosivos em buracos cavados, descobrindo uma fonte de água. Félix continua suas reuniões para chegar a um acordo com as praças, mas um Avilés humilhado e teimoso se recusa a fazer as pazes com Acosta e condena Félix à morte depois que o acordo termina. Enquanto viajam de volta a Sinaloa, são interceptados pela polícia, que mata Avilés, colocando Félix à frente do cartel de Guadalajara. |                 |                            |                      |                                         |                        |
| 3 | 3               | "El Padrino"               | Andrés Baiz          | Ashley Lyle & Bart Nickerson            | 16 de novembro de 2018 |
| Kiki, depois de perceber o alto nível de corrupção, empreende uma operação secreta perigosa por conta própria nos campos das plantações. Depois de chegarem ao acordo desejado, Félix, Rafa e Don Neto se tornam os chefes de um império das drogas. Félix organiza uma festa de casamento para um de seus melhores amigos, um filho do governador, no qual força o fim do conflito entre Nava e os irmãos Arellano. |                 |                            |                      |                                         |                        |
| 4 | 4               | "Rafa, Rafa, Rafa!"        | Andrés Baiz          | Scott Teems                             | 16 de novembro de 2018 |
| Depois de meses, Kiki e seus homens tentam prender os narcotraficantes sem sucesso. Félix permanece em uma posição insegura pelas ações imprudentes de Rafa, que conspirou com Sofia, sua amante, para organizar um sequestro falso, desencadeando uma caçada pelo pai de Sofia, uma importante figura política na Cidade do México. Para garantir a segurança de Rafa, Félix concorda em fazer um favor a Nava, a quem ele havia recusado anteriormente. Depois de seguir com o favor, Félix é espancado pelos homens de Nava para deixar claro quem está no comando. |                 |                            |                      |                                         |                        |
| 5 | 5               | "The Colombian Connection" | Amat Escalante       | Andy Black                              | 16 de novembro de 2018 |
| As investigações colocam em risco a esposa de Kiki, mas ele está convencido de continuar seu trabalho. Kiki se infiltra no escritório de Felix para obter documentos financeiros e com seus homens, planeja prendê-lo nos Estados Unidos. Após o bloqueio dos embarques de cocaína através das Bahamas pelos Estados Unidos, Félix faz contato com os cartéis colombianos e chega a um acordo com o Cartel de Cali, dos irmãos Orejuela. Após a reunião, Pablo Escobar adverte Félix e propõe outro acordo, meio a meio com ele e Cali. |                 |                            |                      |                                         |                        |
| 6 | 6               | "La Última Frontera"       | Amat Escalante       | Jessie Nickson-Lopez & Clayton Trussell | 16 de novembro de 2018 |
| A guerra do tráfico de maconha entre Rafa e Falcón continua. A pressão sobre Félix aumenta depois que o acordo com a política não é fechado. A DEA montou uma armadilha usando um dos associados americanos de Félix para fazer contato e atraí-lo aos EUA com o pretexto de assinar documentos para proteger seus interesses financeiros. Isabella é capaz de chegar a um acordo com Falcón antes que ela descubra que já foram tomadas decisões sobre o destino dele. Quando Félix está pronto para atravessar a fronteira mexicana, ele recebe uma ligação de Zuno, uma figura política de alto escalão que o alerta sobre a armadilha. Kiki não pode intervir e volta para casa frustrado e desiludido. |                 |                            |                      |                                         |                        |
| 7 | 7               | "Jefe de Jefes"            | Alonzo Ruizspalacios | ASD                                     | 16 de novembro de 2018 |
| Rafa está fora de controle enquanto o uso de cocaína continua. Ele começa a atrair atenção quando uma noite em um clube, tiros são disparados depois de ver Sofia com Amado. Don Neto está de luto pelo filho, morto em uma briga do lado de fora de uma discoteca. A paranoia começa a afetar Rafa, levando ele e outros a assassinar brutalmente dois turistas americanos, convencidos de que a DEA os enviou para espioná-lo. Félix organiza uma reunião para colocar novas ordens e territórios, excluindo Isabella, que não aceita bem. Depois, Nava tenta intimidar Félix, que o mata enquanto Azul assiste. |                 |                            |                      |                                         |                        |
| 8 | 8               | "Just Say No"              | Alonzo Ruizspalacios | Doug Miro                               | 16 de novembro de 2018 |
| Os agentes da DEA e o exército mexicano penetram na plantação de maconha, confiscando e queimando toda a safra, tornando-a uma das maiores apreensões de drogas de todos os tempos. Ao fazer isso, começa uma guerra com Rafa, que consegue escapar com a ajuda de Chapo e seus homens. Félix, confuso, vai à Cidade do México em busca de orientações sobre como lidar com Kiki, enquanto Azul convence Rafa a ordenar o sequestro de Kiki e tarde demais para Don Neto intervir. |                 |                            |                      |                                         |                        |
| 9 | 9               | "881 Lope de Vega"         | Andrés Baiz          | Clayton Trussell                        | 16 de novembro de 2018 |
| Como Kiki é interrogado e torturado, Mika relata seu desaparecimento a Jaime. Sabendo que haverá uma caçada humana para Rafa, Félix diz para ele fugir do país e então parte com Sofia para a Costa Rica. Jaime é enviado em círculos pelo sistema policial mexicano e Mika, furiosa, confronta Ed Heath. Um novo chefe de polícia é nomeado para a operação, mas, após interceptar Rafa na pista do aeroporto, permite sua fuga. Em outro lugar, Félix consegue escapar da prisão depois de ser informado por Azul sobre um ataque iminente. Uma dica anônima à DEA sobre o paradeiro de Rafa leva à sua prisão e informações sobre a localização de Kiki. Don Neto visita Félix e é revelado que, sabendo que seu império estava em perigo, Félix fez a dica anônima.                                                                                               |                 |                            |                      |                                         |                        |
| 10 | 10              | "Leyenda"                  | Andrés Baiz          | Carlo Bernard                           | 16 de novembro de 2018 |
| Depois de uma semana, Jaime e os agentes da DEA encontram o corpo de Kiki Camarena perto de uma fazenda. Neto deixa Guadalajara e se esconde na costa. Félix retorna a Sinaloa e pede refúgio ao governador, que só é aceito com um grande acordo de pagamento. Isabella convence Benjamín a tomar o que resta do cartel. O governador trai Félix e a polícia o emboscou quando ele está prestes a sair. No entanto, Félix é capaz de fazer um acordo com o comandante, permitindo que ele seja protegido politicamente. Neto é encontrado e preso, sabendo que havia sido traído por Félix. Azul informa Félix de uma nova reunião em Ensenada, que ele discute, apresentando o novo acordo com os políticos e assumindo a liderança novamente, expulsando Isabella no processo. A DEA inicia a Operação Leyenda no México para pôr um fim ao Cartel de Guadalajara. |                 |                            |                      |                                         |                        |

### 2ª temporada (2020)
| Nº na série | Nº da temporada | Título                               | Direção        | Escrito por                                      | Data de lançamento      |
| --- | --------------- | ------------------------------------ | -------------- | ------------------------------------------------ | ----------------------- |
| 11 | 1               | "Salva El Tigre"                     | Andrés Baiz    | Carlo Bernard & Johnny Newman                    | 13 de fevereiro de 2020 |
| Vários meses após a prisão de Don Neto e Rafa, Félix comemora seu quadragésimo aniversário com as lideranças de suas praças. Félix se reúne com "Pacho" Herrera do cartel de Cali para solicitar o pagamento das dívidas que lhe são devidas, pois ele mantém sua organização operando com seus próprios fundos. Herrera rejeita seu pedido, citando o aumento de apreensões devido à retaliação dos americanos após a execução de Camarena. Isabella viaja para a Colômbia para adquirir seu próprio suprimento de cocaína. O agente da DEA Walt Breslin inicia a Operação Leyenda sequestrando Delgado, o médico que ajudou na tortura de Kiki Camarena, mantendo-o acordado com adrenalina e forçando o médico a dizer o nome do torturador Sergio Verdín, um agente da DFS. A equipe de Breslin sequestra Verdín nas ruas em um tiroteio. |                 |                                      |                |                                                  |                         |
| 12 | 2               | "Alea Iacta Est"                     | Amat Escalante | Eric Newman & Eva Aridjis                        | 13 de fevereiro de 2020 |
| Félix viaja para se encontrar com Juan Nepomuceno Guerra, chefe do Cartel do Golfo que lida principalmente com ópio, para fazer uma nova parceria e criar um monopólio da importação de cocaína para a América e diminuir as opções dos cartéis colombianos. Breslin tortura Verdín, mas Verdín foi treinado para resistir à tortura e só quebra quando é atingido por um tiro no estômago. Ele lhes dá o nome do proprietário da casa onde Camarena foi torturado: Rubén Zuno Arce. |                 |                                      |                |                                                  |                         |
| 13 | 3               | "Ruben Zuno Arce"                    | Amat Escalante | Clayton Trussell                                 | 13 de fevereiro de 2020 |
| Zuno se esconde em Puerto Vallarta com um guarda fortemente armado fornecido por seu tio, o Secretário de Defesa do México. A Operação Leyenda então assusta Zuno, que foge de sua propriedade vigiada e desviam seu jato para o Texas, onde ele é preso. Enquanto isso, Amado ajuda Acosta a acabar com uma disputa que o impedia de ajudar a completar as pistas de pouso. As tensões aumentam entre Sinaloa e Tijuana, quando Félix impõe uma taxa a Sinaloa para transportar através das praças de Tijuana. |                 |                                      |                |                                                  |                         |
| 14 | 4               | "The Big Dig"                        | Marcela Said   | Doug Miro & Alec Ziff                            | 13 de fevereiro de 2020 |
| Zuno dá à DEA os nomes de seu tio e Félix como aqueles que sabiam sobre o sequestro e execução de Camarena, mas depois nega suas declarações diante do Júri, efetivamente pondo fim à Operação Leyenda como uma investigação oficial sobre a morte de Camarena. Após um avião de propriedade do contrabandista de armas apoiado pela CIA, Juan Matta-Ballesteros, ser abatido a caminho da Nicarágua, Félix se reúne com a CIA para oferecer sua assistência. Posteriormente, Matta é cedido pelo governo mexicano como um ato de conformidade com os esforços dos Estados Unidos para interromper o comércio de drogas após a prisão de Zuno, e Félix assume as rotas de Matta para a CIA. O sinaloano El Chapo ajeita as coisas por conta própria e compra propriedades nos arredores de Tijuana, nos dois lados da fronteira EUA-México, com a intenção de construir um túnel. Isabella faz um acordo com Enedina Arellano Félix, da praça de Tijuana, para transportar sua cocaína pelas costas de Félix Gallardo. |                 |                                      |                |                                                  |                         |
| 15 | 5               | "AFO"                                | Marcela Said   | Carlo Bernard & Clayton Trussell & Johnny Newman | 13 de fevereiro de 2020 |
| Breslin e sua equipe ficam sabendo sobre o crescente conflito entre as praças de Sinaloa e Tijuana. Os sinaloanos levam seu produto até Tijuana e começam a transportá-lo através do túnel, que é então descoberto pela equipe da DEA. A equipe de Breslin vaza as informações para a praça de Tijuana, que retalia com a destruição do túnel e a execução dos envolvidos, mas El Chapo escapa pelo outro lado. Félix leva Amado para se encontrar com o Cartel de Cali no Panamá para reforçar seu monopólio no transporte de cocaína e entrar na venda direta do produto nos Estados Unidos, utilizando Amado e suas pistas de pouso em Ciudad Juárez. No entanto, Félix é traído por Guerra, que fez um acordo diretamente com os colombianos para transportar cocaína. Para encobrir sua surpresa, ele pede ao cartel toda a quantidade de cocaína que eles puderem fornecer e concorda em transportar cerca de 70 toneladas. |                 |                                      |                |                                                  |                         |
| 16 | 6               | "El Dedazo"                          | Andrés Baiz    | Carlo Bernard                                    | 13 de fevereiro de 2020 |
| Com a necessidade de transporte para a grande quantidade de cocaína, Amado começa a comprar jatos. A equipe de Breslin fica sabendo da reunião no Panamá e segue Amado para um leilão, onde coloca rastreadores nos jatos que comprou. Usando os rastreadores, eles encontram a pista nos arredores de Juárez. Após uma tentativa de assassinato fracassada por Guerra, Félix vai a Sinaloa para visitar sua ex-esposa e filhos. As praças de Tijuana e Sinaloa concordam em fazer as pazes, mas, ao saber do atentado contra Félix, Benjamín Arellano Félix usa a oportunidade para executar o sinaloano Cochiloco. |                 |                                      |                |                                                  |                         |
| 17 | 7               | "Truth and Reconciliation"           | Amat Escalante | Clayton Trussell                                 | 13 de fevereiro de 2020 |
| O chefe da praça de Sinaloa, Palma, chama o chefe da praça de Juárez, Acosta, e propõe que eles se unam contra Félix, mas é gravado por Aguilar, o corrupto comandante do DFS que trabalhava com Acosta e Amado em Juárez. Félix então ordena que Azul execute Palma. Palma escapa depois que sua esposa é avisada por seu amante Clavel, o motorista de Félix. Enquanto isso, Acosta se encontra com Breslin para tratar sobre um acordo que o tiraria do negócio do tráfico em troca de Félix Gallardo. Félix inicia um plano para ganhar influência com o novo candidato presidencial do PRI nas eleições mexicanas de 1988, utilizando os novos computadores de pesquisas de voto para influenciar a percepção do público no dia das eleições. |                 |                                      |                |                                                  |                         |
| 18 | 8               | "Se Cayó El Sistema"                 | Amat Escalante | Doug Miro                                        | 13 de fevereiro de 2020 |
| Acosta vai à imprensa americana e dá uma entrevista sobre o tráfico no México, levando vários partidos a procurá-lo. Breslin encontra Acosta em uma pequena cidade fronteiriça para lhe dar um acordo de imunidade, mas Acosta é morto em um ataque conjunto do DFS e do FBI à cidade. Félix está na Cidade do México, supervisionando os resultados das eleições, com os computadores exibindo resultados falsos das assembleias de voto, o que leva a uma menor participação dos eleitores, mas eles desativam o sistema quando outros suspeitam. Félix então faz suas praças irem às assembleias de voto e altera os resultados das eleições para uma vitória do PRI. Eles queimam as cédulas físicas depois. Herrera informa a Félix que suas 70 toneladas de cocaína estão prontas para serem recolhidas e Amado deve correr para preparar seus aviões a tempo; Amado então encontra os rastreadores nos aviões. |                 |                                      |                |                                                  |                         |
| 19 | 9               | "Growth, Prosperity, and Liberation" | Andrés Baiz    | Clayton Trussell                                 | 13 de fevereiro de 2020 |
| Félix se reconcilia com sua ex-esposa Maria. Amado pega a cocaína em Chiapas, mas fica para trás quando os aviões são enviados para Juárez. Breslin e sua equipe interceptam os aviões na pista e tentam queimar a cocaína, mas é descoberto que é tudo falso. Eles são emboscados e a maior parte da equipe é morta. O embarque real chega a Juárez no dia seguinte, onde Félix o divide igualmente entre as praças e Breslin é transferido. |                 |                                      |                |                                                  |                         |
| 20 | 10              | "Free Trade"                         | Andrés Baiz    | Carlo Bernard                                    | 13 de fevereiro de 2020 |
| Vinte toneladas de cocaína colombiana são apreendidas pela DEA em Sylmar, Califórnia, que Félix usa como alavanca para que os colombianos lhe deem cocaína para o varejo nos Estados Unidos, além de ser o principal transportador. Seguindo os pedidos dos chefes da praça, Félix concede a Palma a clemência por sua traição planejada, mas Clavel mata a esposa de Palma e joga seus filhos de uma ponte como uma mensagem para os chefes. Maria então expulsa Félix de casa e o proíbe de ver seus filhos novamente. Em uma reunião nas praças, Félix informa os chefes sobre seu novo objetivo de estabelecer vendas e distribuição nos Estados Unidos. Todos os chefes das praças se retiram da federação com a família Arellano Félix formando o Cartel de Tijuana; Azul, Palma e Chapo formando o Cartel de Sinaloa; e Amado e Aguilar liderando o Cartel de Juárez. O Cartel de Tijuana usa o contato de Isabella na Colômbia para obter seu próprio suprimento de cocaína e cortá-la fora do negócio, enquanto Amado contatou Herrera diretamente para dar ao Cartel de Cali outra opção para transportar seu suprimento pelo México. Félix é então preso em casa como um sinal do governo mexicano de que eles estavam cumprindo o esforço para acabar com o narcotráfico e serem incluídos no que se tornaria o NAFTA. Breslin encontra Félix na prisão, que passa a delinear o caos que será causado pelas disputas entre os novos cartéis que acabam levando à Guerra das Drogas do México. |                 |                                      |                |                                                  |                         |

## Prêmios e indicações
| Ano  | Prêmio                            | Categoria                                               | Indicado       | Resultado | Ref.   |
| ---- | --------------------------------- | ------------------------------------------------------- | -------------- | --------- | ------ |
| 2019 | Critics' Choice Television Awards | Melhor Ator em Série Dramática                          | Diego Luna     | Indicado  | [ 19 ] |
| 2019 | Prêmio Platino                    | Melhor Minissérie Ibero-Americana ou Série de Televisão | Narcos: Mexico | Indicado  | [ 20 ] |
| 2019 | Prêmio Platino                    | Melhor ator em Minissérie ou Série de Televisão         | Diego Luna     | Venceu    | [ 20 ] |
| 2020 | Casting Society of America        | Piloto de Televisão & Primeira Temporada – Drama        | Carla Hool     | Indicado  | [ 21 ] |
| 2021 | Emmy Internacional                | Melhor Ator                                             | Scoot McNairy  | Indicado  |        |
| 2021 | Emmy Internacional                | Melhor Série Dramática                                  | Narcos: Mexico | Indicado  |        |